# Yên Hủ Gia
Yên Hủ Gia (Giản thể: 焉栩嘉; Bính âm: Yan Xu Jia; Tiếng Anh: Davis Yan; sinh ngày 23 tháng 9 năm 2001) là một ca sĩ kiêm diễn viên Trung Quốc. Là thành viên của nhóm nhạc nam XNINE và R1SE, anh là Rapper trong đội. Năm 2010, anh tham gia bộ phim truyền hình Đài Loan - Đại Thời Đại và bước chân vào làng giải trí với tư cách là một ngôi sao nhí. Năm 2015, anh tham gia chương trình phát triển tài năng X - Fire (Bùng Cháy Đi Thiếu Niên - 燃烧吧少年) của Đài vệ tinh Chiết Giang với tư cách thí sinh, và sau đó chính thức ra mắt với tư cách là thành viên của XNINE. Năm 2019, anh tham gia chương trình Sáng tạo doanh 2019 của Tencent và giành vị trí thứ ba trong vòng chung kết, đồng thời ra mắt với nhóm nhạc R1SE gồm 11 thành viên.

## Tiểu sử
Yên Hủ Gia sinh ngày 23 tháng 9 năm 2001, là con cả trong nhà và có một em trai là Yên Thành Gia. Mẹ anh mở một quán trà còn bố anh tham gia điều hành vốn trong một công ty.

## Sự nghiệp
Từ năm 2009, Yên Hủ Gia đã tham gia quay quảng cáo và các cuộc thi tài năng.
Năm 2010, anh tham gia bộ phim phim truyền hình Đài Loan - Đại Thời Đại và bộ phim hài giả tưởng cổ trang Truyền thuyết Chung Quỳ cùng Âu Dương Chấn Hoa.
Năm 2011, anh tham gia diễn xuất cùng Lâm Tâm Như, Hoắc Kiến Hoa - diễn viên chính đóng trong bộ phim cổ trang kịch truyền kỳ Khuynh Thế Hoàng Phi.
Tháng 7 năm 2012, anh tham gia vào chương trình dành cho thiếu nhi Golden Eagle Cartoon TV kỷ niệm chương trình tròn 2 năm phát sóng, cùng khách mời Đàm Kiệt Hy, cùng nhau diễn trên sân khấu vở kịch thiếu nhi "Trận Thi Đấu ở Locker Vương Quốc Ma Pháp".
Ngày 24 tháng 7 năm 2013, tham gia bộ phim cổ trang kịch truyền hình Thiết Diện Ngự Sử kênh truyền hình CCTV phát sóng, Yên Hủ Gia trong phim sắm vai cậu bé từ nhỏ đã cùng mẫu thân lưu biệt trong bảo khố, cuối cùng hai người cũng tìm lại được nhau.
Ngày 21 tháng 11 năm 2015, anh tham gia chương trình phát triển tài năng X - Fire (Bùng Cháy Đi Thiếu Niên - 燃烧吧少年). Ở kỳ thứ nhất, Yên Hủ Gia đứng vị trí thứ ba trong tất cả các tiết mục, biểu diễn bài hát của Châu Kiệt Luân bài Nghe Lời Mẹ, nhập vào đội ngũ cả Lý Vũ Xuân. Đến kỳ thứ sáu ngày 26 tháng 12 vào chủ đề quay một đoạn phim thần tượng ngắn với chủ đề tình yêu 《Ánh Sáng》ở trong bộ phim ngắn đó cậu là một nhà du hành vũ trụ cứu vớt một ngôi sao tinh khiết. Bởi vì thành tích trong bài tranh tài cùng Quách Tử Phàm và Triệu Lỗi không đủ tốt nên dự theo quy định của hệ thống thi đấu, đội Boss tuyên bố Yên Hủ Gia bị đóng băng; ngay sau đó, truyền thông thông báo Yên Hủ Gia được chọn debut.
Ngày 6 tháng 2 năm 2016, Yên Hủ Gia lại quay lại chương trình Bùng Cháy Đi Thiếu Niên tham dự kỳ 12, kỳ cuối để cổ vũ cho các thành viên đội mình chứng kiến vinh quang và cùng 15 thiếu niên đã góp mặt trong chương trình biểu diễn ca khúc chủ đề Be A Man mở màn buổi biểu diễn.
Vào ngày 1 tháng 4 năm 2016, tại Liên hoan phim Quốc gia Thế giới lần thứ 13 được tổ chức tại Los Angeles, Hoa Kỳ, Yên Hủ Gia đã giành được giải Ngôi sao đang lên xuất sắc nhất cho bộ phim dành cho thiếu nhi "Bạn Hạnh Phúc Tôi Vui Vẻ". Vào ngày 24 tháng 9, nhóm nhạc X Cửu Thiếu Niên Đoàn đã phát hành album cùng tên X Jiu (X玖), album bao gồm 4 bài hát "Dĩ Kỷ Chi Danh", "B.O.Y.S", "Vĩnh Tự Bát Pháp" và "Be A Man". Vào ngày 28 tháng 9 nhóm nhạc thần tượng X Cửu Thiếu Niên Đoàn debut, Yên Hủ Gia chính thức đảm đương phần rap, ngay ngày debut đó đã cùng cả nhóm biểu diễn bài hát "Dĩ Kỷ Chi Danh". Ngày 6 tháng 11, cùng fan tham dự lễ hội Carnival hàng năm lần đầu tiên và nhận được giải thưởng "Minh tinh thế lực bảng cho nhóm nhạc mới".
Năm 2017, anh tham gia bộ phim "Phía sau nghi can X" của đạo diễn Tô Hữu Bằng. Vào ngày 2 tháng 4, nhóm đã tổ chức một buổi hòa nhạc với chủ đề "In Your Name" tại Thượng Hải.
Tháng 1 Năm 2018, XNINE phát hành album thứ 2 《Keep Online》. Album bao gồm hai version gồm Yes và No, gồm những bài:《We Want What We Want》,《May I Have Your Heart-IP?》,《Big Show》,《Face Face》,《Game player》, ngoài ra có một bài hát cùng sáng tác với Cốc Gia Thành là 《Fervor》. Cùng năm, anh đóng vai chính trong bộ phim hài phiêu lưu kỳ diệu "Monster Hunt 2". Vào ngày 25 tháng 4, anh đã tham gia vào bộ phim thần tượng lãng mạn cổ trang "Hoàng Đế Bệ Hạ Của Ta " được phát sóng trên Tencent Video, đóng vai Thượng Vũ. Vào tháng 8, đóng chung với Vương Bằng trong bộ phim tình cảm học đường "Nam Nhân Tứ Thập Thượng Cao Trung". Vào ngày 23 tháng 9, anh đã phát hành đĩa đơn đầu tiên "17", bài hát do chính Yên Hủ Gia viết lời và sáng tác như một món quà cho sinh nhật lần thứ 17 của anh.
Vào năm 2019, chương trình tuyển chọn nhóm nhạc thần tượng nam Sáng Tạo Doanh 2019 được ghi hình, Yên Hủ Gia tham gia với tư cách là người chơi, được phát sóng trên Tencent Video, anh đã giành vị trí thứ ba trong trận chung kết chương trình và ra mắt với tư cách là thành viên của nhóm nhạc R1SE.

## Phim ảnh

### Phim truyền hình
| Năm sản xuất | Kênh truyền hình   | Tựa đề phim                   | Vai diễn        | Ghi chú   |
| ------------ | ------------------ | ----------------------------- | --------------- | --------- |
| 2011         | Truyền hình Hồ Nam | Khuynh thế hoàng phi          | Tiểu Liên Thành | Khách mời |
| 2012         | Youku              | Nữ cảnh sát Lý Xuân Xuân      |                 | Khách mời |
| 2012         | Truyền hình Hồ Nam | Truyền thuyết Chung Quỳ       | Tiểu Toan       | Khách mời |
| 2013         | CCTV               | Thiết Diện Ngự Sử             | Tiểu Bảo        | Khách mời |
| 2018         | Tencent Video      | Ôi! Hoàng đế bệ hạ của ta     | Thượng Vũ       | Nam phụ   |
| 2018         | Tencent Video      | Ôi! Hoàng đế bệ hạ của ta 2   | Thượng Vũ       | Nam phụ   |
| 2019         | Mango TV           | Cùng em đến đỉnh cao thế giới | Hạ Lăng         | Nam phụ   |
| 2021         | Tencent Video      | Xin cậu đấy lớp trưởng        | Ninh Trạch Vũ   | Nam phụ   |

### Phim điện ảnh
| Năm phát sóng | Tựa đề phim                          | Vai diễn                        | Ghi chú   |
| ------------- | ------------------------------------ | ------------------------------- | --------- |
| 2011          | Đại Võ Sinh                          |                                 | Khách mời |
| 2016          | Bạn Hạnh Phúc Tôi Vui Vẻ             | Yên Hủ Gia                      | Nam chính |
| 2017          | Phía sau nghi can X                  | Thạch Hoằng thời trẻ            | Khách mời |
| 2018          | Truy lùng quái yêu 2 (Tróc yêu ký 2) | Tiểu yêu thôn Vĩnh Ninh         | Khách mời |
| 2019          | Nam Nhân Tứ Thập Thượng Cao Trung    | Kiều Lợi Quân lúc trẻ - Lý Tỉnh | Nam chính |

### Chương trình truyền hình
| Năm  | Tên chương trình                    | Tên chương trình                 | Tên chương trình    | Số tập    | Vai trò       |
| Năm  | Tên tiếng Việt                      | Tên tiếng Anh                    | Tên tiếng Trung     | Số tập    | Vai trò       |
| ---- | ----------------------------------- | -------------------------------- | ------------------- | --------- | ------------- |
| 2015 | Bùng Cháy Đi Thiếu Niên             | Burning Boy                      | 燃烧吧少年          | 12 tập    | Thí sinh      |
| 2016 | Kênh Thiếu Niên                     | XNINE Channel                    | X玖少年频道         | 8 tập     |               |
| 2016 | Tìm hiểu Hai Mặt X Thiếu Niên       | XNINE's Two-Sided Exploration    | X少年双面探究       | 1 tập     |               |
| 2019 | Sáng tạo doanh 2019                 | Produce Camp 2019                | 創造營2019          | 10 tập    | Thực tập sinh |
| 2019 | Super R1SE - Mùa Lưu Trữ Năng lượng | Super R1SE·Energy Storing Season | Super R1SE·續能季   | 12 tập    |               |
| 2019 | Mùa Thu Của 11 Thiếu Niên           | The Youth of R1SE                | R1SE·十二少年的秋天 | 6 tập     |               |
| 2019 | Minh Nhật Chi Tử mùa 3              | The Coming One Girls             | 明日之子水晶时代    | Tập 8     | Khách mời     |
| 2019 | Đại Hội Thể thao Siêu Tân Tinh      | Super Nova Game                  | 超新星全运会        |           | Thí sinh      |
| 2019 | Chúng ta trưởng thành rồi!          | We Grew Up                       | 我們長大了          | Tập 9+10  | Khách mời     |
| 2019 | Khoái lạc Đại Bản Doanh (19/1/2020) | Happy Camp                       | 快樂大本營          | 19/1/2020 | Khách mời     |
| 2020 | Super R1SE - Mùa kỷ niệm 1 năm      | SUPER R1SE 1st YEAR              | Super R1SE·週年季   | 8 tập     |               |
| 2020 | Chúng ta nhiệt huyết                | We are blazing                   | 炙熱的我們          |           | Thí sinh      |